# 76.º Regimiento Antiaéreo (o)
El 76.º Regimiento Antiaéreo (o) (Flak-Regiment. 76 (o)) fue una unidad de la Luftwaffe durante la Segunda Guerra Mundial.

## Historia
Fue formado en octubre de 1943 en Bruck an der Mur, XVII Comando Administrativo Aéreo. Fue disuelto el 1 de diciembre de 1944

## Comandantes
- Coronel Oskar Würtz – (12 de noviembre de 1943 – 8 de mayo de 1945)

## Servicios
- octubre de 1943 – mayo de 1945: en Bruck an der Mur como Bruck/Mur.
- 1 de noviembre de 1943: en Bruck/Mur como Grupo Antiaéreo Bruck/Mur, bajo la 16.ª Brigada Antiaérea, con s.282 (o), s.615 (o), s.644 (o), s.803 (o), le.751 (o), le.Flak-Bttr.zbV 7379 - 7383, 7385, 7388, le. 5./837 (o) y le. 5./849 (o)
- 1 de enero de 1944: en Bruck/Mur como Grupo Antiaéreo Bruck/Mur, bajo la 24ª División Antiaérea, con s. 3.-6./282 (o), s.615 (o), s.644 (o), s.803 (o), le.751 (o), le. 5./837 (o), le. 5./849 (o), le.Flak-Bttr.zbV 7379 - 7383, 7385 y 7388
- 1 de febrero de 1944: en Bruck/Mur como Grupo Antiaéreo Bruck/Mur, bajo la 24ª División Antiaérea, con s. 3.-6./282 (o), s.615 (o), s.644 (o), s.803 (o), s.516 (o), s.336 (o), le.751 (o), le. 5./837 (o), le.Flak-Bttr.zbV 7379 - 7383, 7385, 7388 y s.Flak-Bttr.zbV 6404 - 6407
- 1 de marzo de 1944: en Bruck/Mur como Grupo Antiaéreo Bruck/Mur, bajo la 24ª División Antiaérea, con s. 3.-6./282 (o), s.615 (o), s.644 (o), s.803 (o), s.516 (o), s.336 (o), le.751 (o), le. 5./837 (o), le.Flak-Bttr.zbV 7379 - 7383, 7385, 7388, s.Flak-Bttr.zbV 6404 - 6407 y s.Heimat-Flak-Bttr. 208./XVII
- 1 de abril de 1944: en Bruck/Mur como Grupo Antiaéreo Bruck/Mur, bajo la 24ª División Antiaérea, con s. 3.-6./282 (o), s.615 (o), s.644 (o), s.803 (o), s.516 (o), s.336 (o), le.751 (o), le. 5./837 (o), s. 2.-3./543 (E), le.Flak-Bttr.zbV 7379 - 7383, 7385, 7388 y 3 le.Heimat-Flak-Bttr. (29./XVII, 39./XVII, 41./XVII)
- 1 de mayo de 1944: en Bruck/Mur como Grupo Antiaéreo Bruck/Mur, bajo la 24ª División Antiaérea, con s. 3.-6./282 (o), s.615 (o), s.803 (o), s.516 (o), s.336 (o), le.751 (o), le. 5./837 (o), s. 2.-3./543 (E), s.Flak-Bttr.zbV 6404, 6407, le.Flak-Bttr.zbV 7388 y 3 le.Heimat-Flak-Bttr. (29./XVII, 39./XVII, 41./XVII)
- 1 de junio de 1944: en Bruck/Mur como Grupo Antiaéreo Bruck/Mur, bajo la 24ª División Antiaérea, con s. 3.-7./282 (o), s.615 (o), s.803 (o), s.516 (o), s.336 (o), s. 2.-3./543 (E), s.342 (v), le. 1.-4./751 (o), le. 5./837 (o), s.Flak-Bttr.zbV 6404 - 6407, le.Flak-Bttr.zbV 7379, 7380, 7385, 7388, 2 le.Heimat-Flak-Bttr. (29./XVII, 39./XVII) y 4 s.Heimat-Flak-Bttr. (208./XVII, 226./XVII, 228./XVII, 229./XVII)
- 1 de julio de 1944: en Bruck/Mur como Grupo Antiaéreo Bruck/Mur, bajo la 24ª División Antiaérea, con s. 1.-4./282 (o), s.803 (o), s.516 (o), s.336 (o), s. 2.-3./543 (E), s.342 (v), gem. 7./282 (o), le.837 (o), le. 1.-4./751 (o)*, s.Flak-Bttr.zbV 6404 - 6407, le.Flak-Bttr.zbV 7379, 7380, 7385, 7388, 3 le.Heimat-Flak-Bttr. (29./XVII, 39./XVII, 41./XVII) y 5 s.Heimat-Flak-Bttr. (208./XVII, 226./XVII, 228./XVII, 229./XVII, 227./XVII)
- 1 de agosto de 1944: en Bruck/Mur como Grupo Antiaéreo Bruck/Mur, bajo la 7.ª Brigada Antiaérea, con 1.-4., 7./gem.282 (o), 1.-4./s.336 (v), 1.-4./s.342 (v), 1.-6./s.516 (o), 1.-3./s.543 (E), 1.-4./s.615 (v), 1.-4./s.803 (v), 5./le.837 (o), s.Flak-Bttr.zbV 6404 - 6407, le.Flak-Bttr.zbV 7379, 7385, 7388, 7395, 6 s.Heimat-Flak-Bttr. (208./XVII, 225. - 229./XVII) y 3 le.Heimat-Flak-Bttr. (29./XVII, 31./XVII, 41./XVII).
- 1 de septiembre de 1944: en Bruck/Mur como Grupo Antiaéreo Bruck/Mur, bajo la 7.ª Brigada Antiaérea, con 2., 7./gem.282 (o); Stab/s.516 (o) con 7 baterías (1.-5./s.516 (o), le.Flak-Bttr.zbV 7388 and 7395); Stab, 2., 3./s.543 (E); Stab, 1.-4./s.615 (v); Stab/s.803 (v) con 11 baterías (1.-4./s.803 (v), 2./le.746 (o), le.Flak-Bttr.zbV 7379, 7385, s.Heimat-Flak-Bttr. 227. - 228./XVII, le.Heimat-Flak-Bttr. 4./XVII and 41./XVII); 5./le.837 (o); s.Flak-Bttr.zbV 6404 - 6407; 3 s.Heimat-Flak-Bttr. (208./XVII, 226./XVII, 229./XVII); 2 le.Heimat-Flak-Bttr. (29./XVII, 39./XVII) y Flak-Transport-Bttr. 130./VI.
- 1 de octubre de 1944: en Bruck/Mur como Grupo Antiaéreo Bruck/Mur, bajo la 7.ª Brigada Antiaérea, con Stab/Sw.188 (o) with 2./le.746 (o), 2.-4./s.803 (v), Flak-Bttr.zbV 7385, s.Heimat-Flak-Bttr. 227. - 228./XVII y le.Heimat-Flak-Bttr. 41./XVII; Stab/s.516 (o) with 1.-5./s.516 (o), 7./gem.284 (o), Flak-Bttr.zbV 7388, 7395, s.Heimat-Flak-Bttr. 229./XVII; Stab/s.803 (v); 5./le.837 (o); Stab/Heimat-Flak-Abteilung 10./XVII con 1./s.803 (v), Flak-Bttr.zbV 6218, 7397, le.Heimat-Flak-Bttr. 29./XVII, 39./XVII; Stab/Heimat-Flak-Abteilung 15./XVII with Flak-Bttr.zbV 6404 - 6407, 7379, 10939, s.Heimat-Flak-Bttr. 208./XVII, 226./XVII; Flak-Transport-Bttr. 130./VI.
- 1 de noviembre de 1944: en Bruck/Mur como Grupo Antiaéreo Bruck/Mur, bajo la 7.ª Brigada Antiaérea, con Stab/Sw.188 (o) with 2.-4./s.803 (v), Flak-Bttr.zbV 10956, 10957, le.Heimat-Flak-Bttr. 41./XVII; Stab/gem.358 (o) con 1.-5., 7./gem.358 (o), s.Heimat-Flak-Bttr. 208./XVII, 226./XVII; Stab/s.516 (o) with 1.-5./s.516 (o), 7./gem.284 (o), 1./le.746 (o), 5./le.837 (o), Flak-Bttr.zbV 7388, 7395, 10958; Stab/Heimat-Flak-Abteilung 10./XVII with 1./s.803 (v), Flak-Bttr.zbV 7397, 10955, 7385, le.Heimat-Flak-Bttr. 29./XVII, 39./XVII; Flak-Transport-Bttr. 130./VI.
- 1 de diciembre de 1944: en Bruck/Mur como Grupo Antiaéreo Bruck/Mur, bajo la 7.ª Brigada Antiaérea, con Stab/Sw.188 (o) with 7./gem.358 (o), 2.-4./s.803 (v), 6./le.837 (o), Flak-Bttr.zbV 10956, 10957, le.Heimat-Flak-Bttr. 41./XVII; Stab/gem.358 (o) with 1.-5./gem.358 (o), s.Heimat-Flak-Bttr. 208./XVII, 226./XVII; Stab/s.516 (o) with 1.-5./s.516 (o), 7./gem.284 (o), 1./le.746 (o), 1./s.803 (o), 5./le.837 (o), Flak-Bttr.zbV 7388, 7395, 10958, 10955; Stab, 1.-4./le.699 (v); Stab/Heimat-Flak-Abteilung 10./XVII con Flak-Bttr.zbV 7397, 7385, le.Heimat-Flak-Bttr. 29./XVII, 39./XVII; Flak-Transport-Bttr. 130./VI.

*Aparece como "le. 1.-4./751 (o) = zbV 5. y 6./13300 (b. mot.)", indicando que la unidad se había trasladado a Normandía como parte del 13300.º Batallón Antiaéreo z.b.V.